# Faxinal dos Guedes
Faxinal dos Guedes es un municipio brasileño ubicado en el oeste del estado de Santa Catarina, en la región Sur de Brasil. Su población en 2024, según estimaciones del Instituto Brasileño de Geografía y Estadística, era de 11.486 habitantes. Con una superficie de 340,070 km², parte de su territorio se encuentra en el borde occidental de un cráter meteorítico, el Domo de Vargeão.
Es una de las ciudades a mayor altitud del estado de Santa Catarina, con su área urbana situada a más de 1.000 metros sobre el nivel del mar. Por esta razón, ostenta el título de Capital de los Vientos. Está ubicada en la Región Geográfica Inmediata de Xanxerê y en la Región Geográfica Intermedia de Chapecó. Forma parte del área de expansión de la Región Metropolitana de Chapecó y se encuentra a una distancia de 495 km de la capital del estado, Florianópolis.
Su economía se basa en la industria, destacando la producción de papel y embalajes, y el sector agrícola, con el maíz y la soja.

## Toponimia
El nombre Faxinal dos Guedes surgió debido a la existencia de la familia Guedes Ramos, poderosos propietarios de tierras, Antonio José y Estevão Guedes Ramos, de donde proviene el nombre Guedes. En cuanto a Faxinal, hace referencia a una característica del municipio: los bosques faxinales, identificados por pastizales intercalados con árboles delgados y dispersos.

## Historia
Los primeros habitantes del actual territorio de Faxinal dos Guedes fueron indígenas del grupo Tupi-Guaraní, hace unos 2.000 años. Más tarde, llegaron luso-brasileños conocidos como caboclos, pincipalmente desde Paraná y São Paulo, atraídos por las rutas de tropas hacia el sur. Estos pobladores, de origen mixo entre indígenas y europeos, se establecieron primero a lo largo del camino y luego en el interior de los bosques.
Con la instalación de la Colonia Militar de Xapecó en Xanxerê en 1882, los caboclos perdieron sus tierras, que fueron vendidas a empresas colonizadoras. Registros entre 1890 y 1920 mostram que los primeros residentes incluían familias provenientes de Guarapuava, Palmas, São Paulo, Pernambuco y Lages, con apellidos como Rodrigues, Fortes, Lima, Santana, Maia, dos Santos y Soares.
En 1940, el área pasó a llamarse Gramado de Joaquina Rosa, tras ser adquirida por esa propietaria. A partir de 1940, se unieron a los caboclos diversas familias del Rio Grande do Sul, descendientes de italianos y alemanes, como Barcelos, Santin, Antoniolli, Migliorini, Rosa, Azzolini, entre otros. Se inició entonces la explotación de madera, cultivo de maíz y trigo, y surgieron los primeros comercios y vida social, con la fundación del Clube Recreativo Itagiba en 1943.
Ese mismo año se inició la venta de lotes rurales y se construyó la primera escuela, que también funcionaba como iglesia. Las primeras autoridades del lugar fueron Antônio Firminiano Pereira (subprefecto) y Francisco Brio de Miranda (escribano de paz).
Finalmente, Faxinal dos Guedes de emancipó de Xanxerê en 1958, convirtiéndose en municipio por la Ley Estatal nº 348, con Alexandre Antoniolli como primer intendente designado y Antonio Domingos Migliorini como primer intendente electo, quien asumió en enero de 1959.
En 1959, mediante la ley municipal n° 24, se creó el distrito de Vargeão, que fue anexado al municipio de Faxinal dos Guedes. Según la división territorial del 1 de julio de 1960, el municipio estaba compuesto por los distritos: Faxinal dos Guedes y Vargeão. Sin embargo, en 1964, por la ley estatal nº 954 del 16 de marzo, el distrito de Vargeão fue desmembrado y elevado a la categoría de municipio, lo que redujo la superficie de Faxinal dos Guedes a 273 km².
Ese mismo año, el 15 de mayo de 1964, se creó el distrito de Barra Grande, anexado a Faxinal dos guedes por la ley estatal nº 963. De acuerdo con la dvisión territorial del 1 de enero de 1979, el municipio pasó a estar constituido por los distritos de Faxinal dos Guedes y Barra Grande, estructura que se mantuvo en la división territorial del 14 de mayo de 2001.

## Geografía
El municipio de Faxinal dos Guedes está constituido por el distrito sede y por el distrito de Barra Grande. De acuerdo con la Ley Complementaria nº 002 del 14 de julio de 1999 el distrito Sede de Faxinal dos Guedes está formado por diez barrios: Centro, São Cristóvão, Rosa, Ozelame, Antoniolli, São José, João José Gehlen, barrio 1, barrio 2 y barrio 3.
El distrito de Barra Grande fue creado por la Ley nº 94 del 14 de agosto de 1963. Según el Censo de 2022, el perímetro urbano del distrito de Barra grande contaba con 1.293 habitantes. Su área urbana se divide entre Barra Grande (826 habitantes), Florestal (281 habitantes), Abrasa y Nova Brasília (186 habitantes). La zona rural bajo la jurisdicción del distrito de Barra grande tenía 143 habitantes, dnde se encuentran los poblados de Cerro Azul, Salto Belém, Alto Alegre, Fortaleza y Uvaranas.
El poder legislativo de la ciudad de Faxinal dos Guedes está constituido por la Cámara Municipal, compuesta por 9 concejales, elegidos para mandatos de cuatro años.
A pesar de contar con una población reducida, el municipio presenta un alto grado de urbanización y un elevado índice de desarrollo humano. Es el tercer municipio más poblado de la Región Geográfica Imediata de Xanxerê y ocupa la séptima posición en población en la Región Metropolitana de Chapecó.

Vista de la Avenida São João, centro de la ciudad.

### Composición Étnica
Según el recuento de población realizado por el Instituto Brasileño de Geografía y Estadística a través del Censo 2022, de los 11.192 habitantes, la maioria (7.439) eran blancos (66,47), 3.508 pardos (31,34%), 224 negros (2%), 15 indígenas (0,13%) y 2 amarillos (0,02%).

### Medios de Comunicación

#### Televisión
Faxinal dos Guedes cuenta con cobertura de televisión digital y está incluida en el área de actuación de canales locales, que producen y transmiten programas y noticieros dirigidos a la comunidad. Se destacan los noticieros emitidos al mediodía, que presentan noticias locales, incluyendo reportajes y actualizaciones sobre Faxinal dos Guedes.
Dos de estas emisoras - NDTV y NSCTV, con sede en Chapecó - transmiten contenido con enfoque regional. Además, una emisora con sede en la capital Florianópolis emite programación a nivel estatal. Todas estas emisoras están afiliadas a las tres principales cadenas de televisión de Brasil - TV Globo, RecordTV y SBT - retransmitiendo también la programación nacional de dichas redes.
- 3.1 (46 UHF) - SCC SBT (SBT)[11]
- 6.1 (28 UHF) - NDTV Chapecó (Record TV)[12]
- 8.1 (25 UHF) - NSC TV Chapecó (Globo)[13]

#### Radio
- FM 102.9 MHz - Alternativa FM[14]
- FM 104.9 MHz - Faixa Comunitária[15]

### Transportes

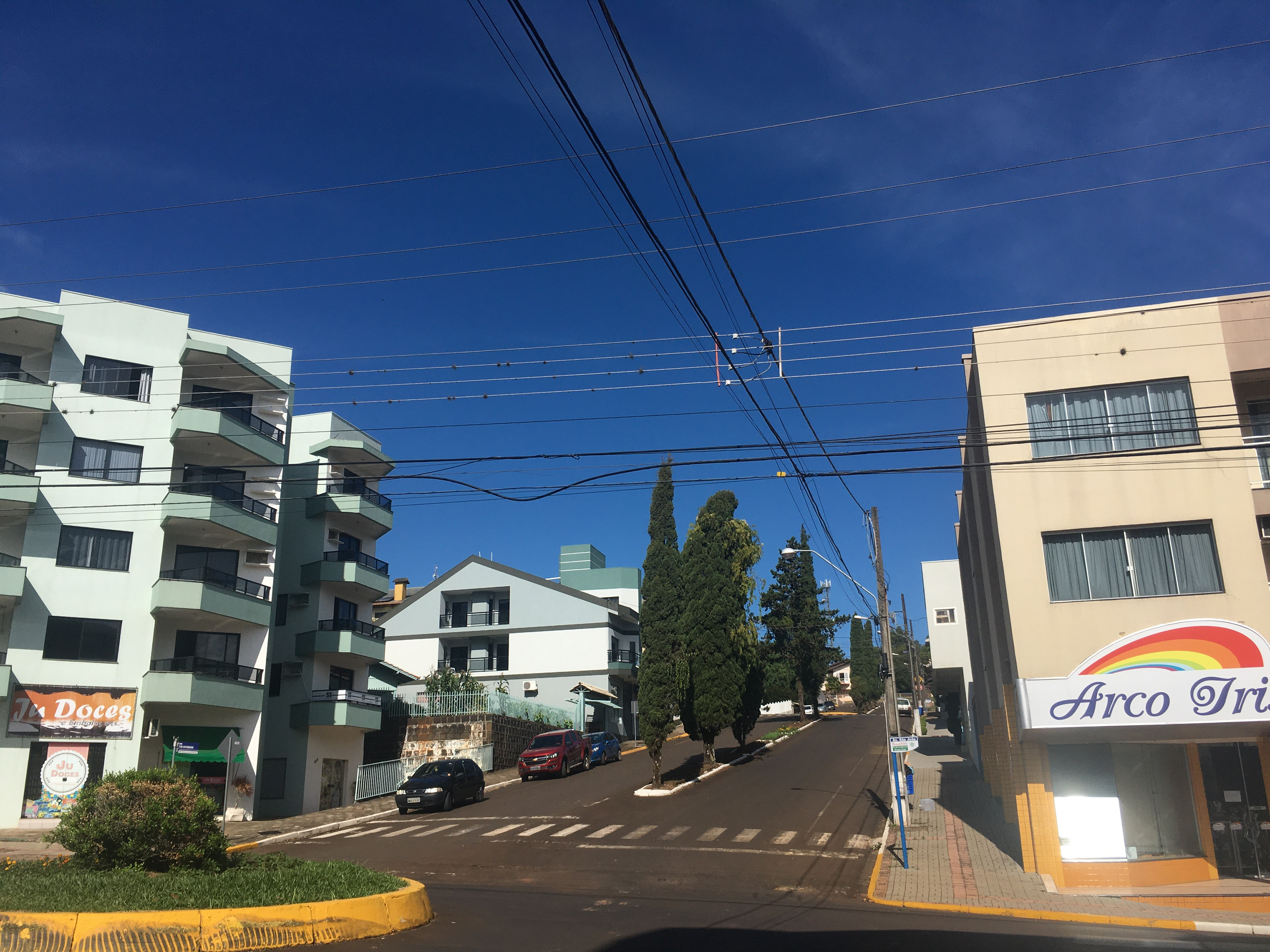
Centro de la ciudad.

La Terminal de Autobuses Vitório Aléssio fue construida estratégicamente junto al principal acceso vial a la ciudad. En el interior de la terminal se encuentran taquillas para la venta de pasajes, una cafetería y baños públicos. Hay líneas que conectan con las principales ciudades de la región y del país, a través de las empresas Reunidas, Castilho, entre otras. El transporte público es provisto por una empresa local de autobuses, con una línea que opera diariamente entre el centro de l ciudad y el distrito de Barra Grande.
El principal acceso es por la carretera BR-282, tanto para quienes vienen de las playas como de la frontera como Argentina. También es posible llegar a través del Aeropuerto de Xanxerê, para aeronves de pequeño porte, ubicado a unos 14 km de distancia y con empresa de taxi aéreo que opera regularmente. 
Otra opción es el Aeropuerto de Chapecó, a unos 68 km, que ofrece vuelos regulares a diversas ciudades del país, como Florianópolis y São Paulo, operados por las aerolíneas Gol Transportes Aéreos, LATAM (Brasil) y Azul Linhas Aéreas Brasileiras.

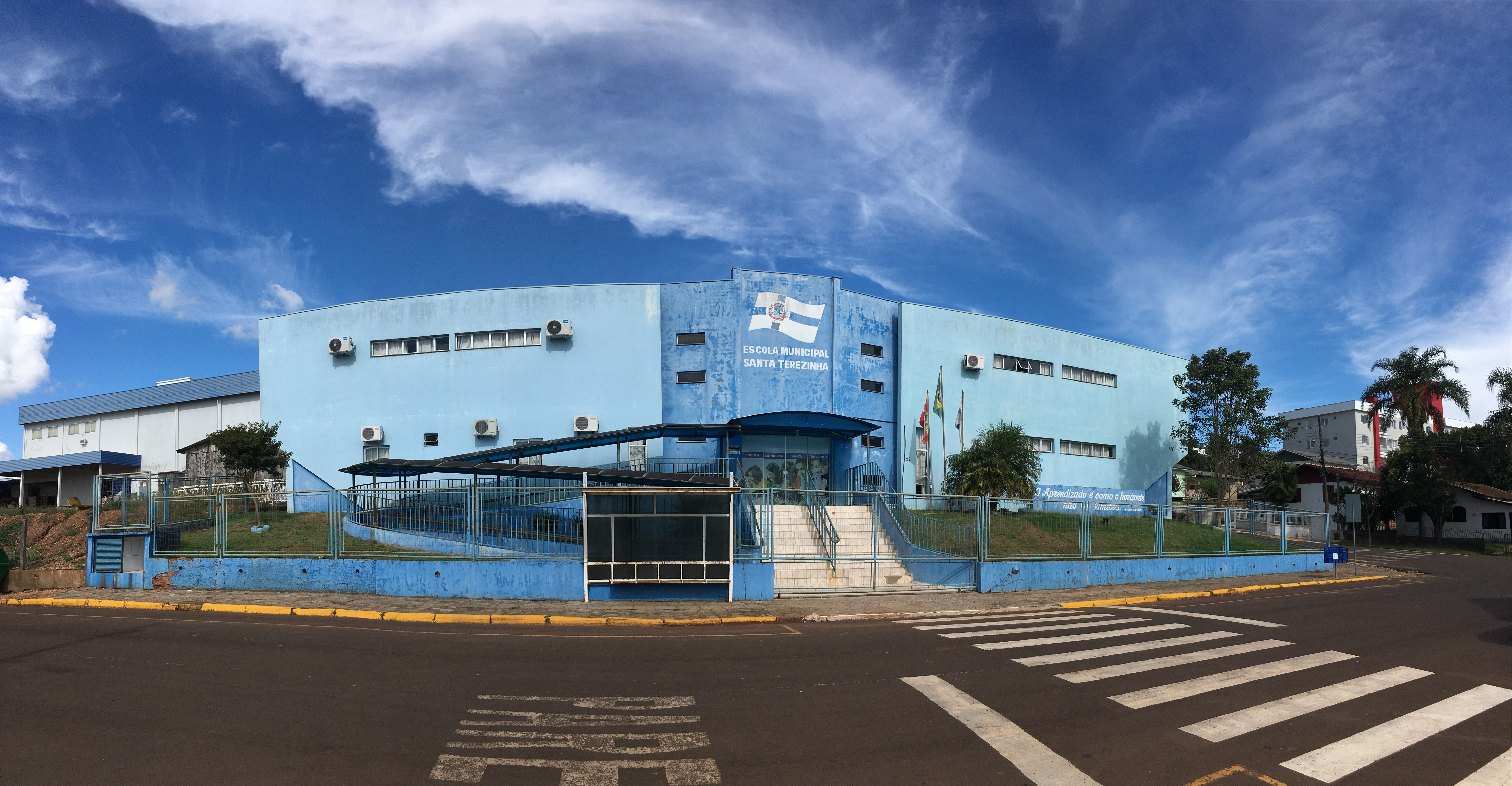
Escola Municipal Santa Terezinha

### Educación
La ciudad cuenta con 6 escuelas de nivel fundamental y 2 de nivel medio. No hay universidades en el municipio; las universidades más cercanas se encuentran en los municipios vecinos de Xanxerê, Xaxim y Chapecó.
- Escola de Educação Básica Prof. Salustiano Antônio Cabreira
- Escola de Educação Básica Prof. Tertuliano Turíbio de Lemos
- Escola Municipal Santa Terezinha
- Escola Municipal Tereza Migliorini
- Escola Municipal Airo zelame
- Escola Municipal Alexandre Antoniolli

### Salud

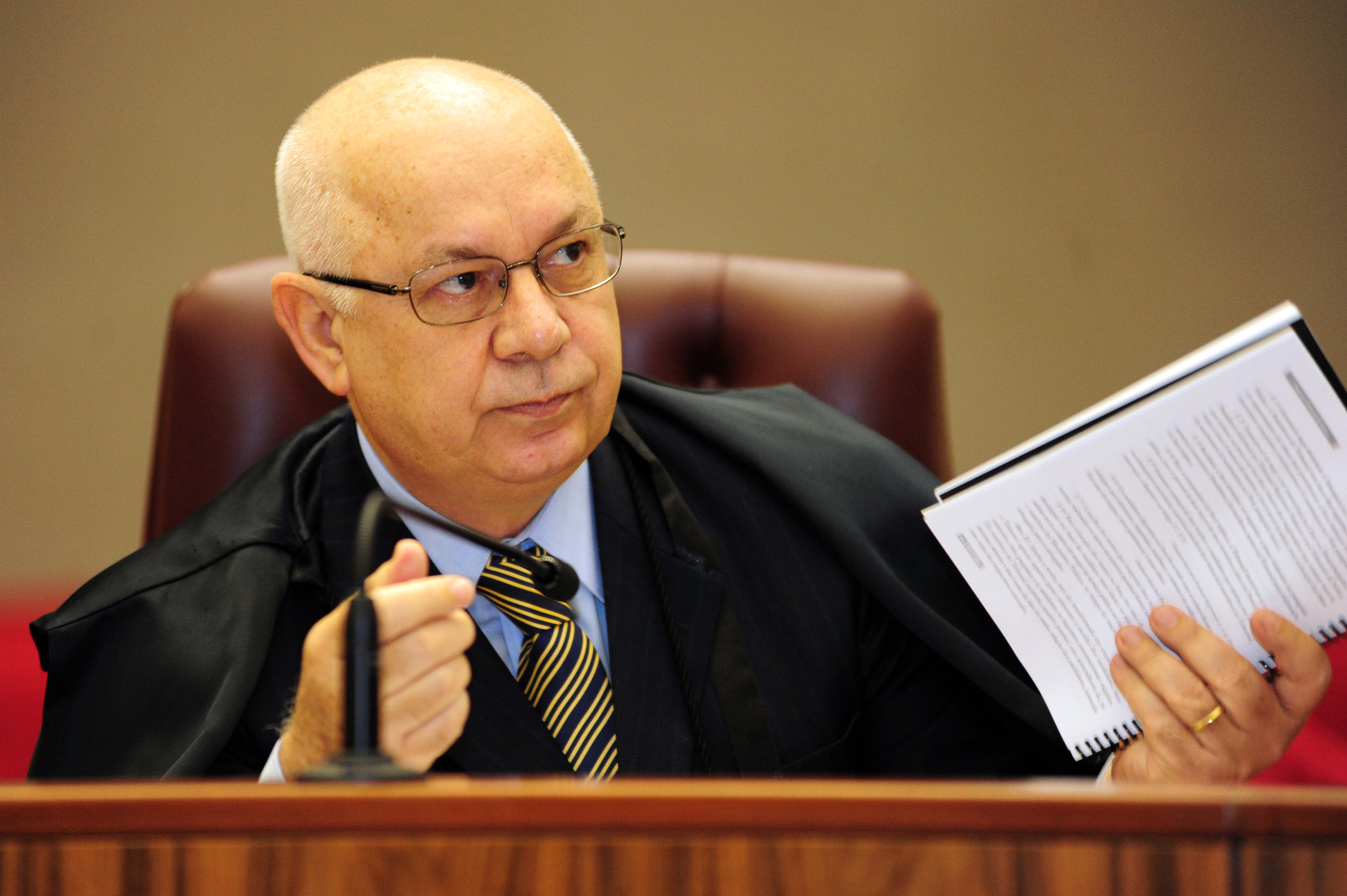
Faxinalense Teori Zavascki, ministro do Supremo Tribunal Federal de Brasil

Faxinal dos Guedes cuenta con un centro hospitalario (la Sociedad Hospitalar Beneficente Sã cristóvão), que atiende en diversas especialidades y dispone de 42 camas. Además, el municipio cuenta con 8 unidades de salud pública, así como policlínicas y laboratorios de análisis clínicos
Las unidades Básicas de Salud (UBS), que ofrecen servicios gratuitos de baja complejidad, son:
- UBS Central
- UBS bairro São Cristóvão
- UBS bairro Rosa
- UBS bairro João José Gehlen (Cohab)
- UBS distrito de Barra Grande

## Ciudadanos ilustres
Teori Zavascki, abogado y juez faxinalense, fue ministro del Supremo Tribunal Federal de Brasil.